# Sundsvall
Sundsvall (prononciation sɵnd'sval) est une ville située dans le centre de la Suède, sur la côte de la mer Baltique, dans la province de Medelpad et le comté de Västernorrland. 49 339 personnes y vivent. Elle est le chef-lieu de la commune de Sundsvall.

## Géographie

### Nature
Un réseau continu de 30 kilomètres de pistes de ski entoure la ville. En raison de sa situation dans la vallée entre les deux montagnes Södra et Norra Stadsberget et quelques autres montagnes plus petites, Sundsvall dispose de vastes zones vertes de loisirs à différents endroits de la ville. Norra Stadsberget possède des zones de randonnée et le musée en plein air Norra Berget, tandis que Södra Stadsberget possède des installations de ski et des pistes de jogging. À Skönsberg se trouve Ortviksberget et dans la forêt entre Granloholm et Bergsåker, il y a également des zones de randonnée. Au sud de Nacksta, sur le versant de Klissberget, il y a également des zones de randonnée.
La ville compte également une vingtaine de parcs et d'aires de loisirs de tailles diverses. Un corridor vert traverse Sundsvall le long de la rivière Selångersån, depuis la forêt autour de Selångersfjärden au sud de Bergsåker, le long de la rive sud de la rivière jusqu'à Åkroken, où la zone verte se déplace vers la rive nord de la rivière, puis à travers les parcs Åparken, Badhusparken et enfin Norrmalmsparken, après quoi la rivière se jette dans Sundsvallsfjärden.
La réserve naturelle de Sidsjö est située dans la partie sud de la ville, à 2 km au sud du centre de Sundsvall, autour des quartiers de Böle, Mårtensro, Sidsjö et Sidsjöhöjd. La réserve naturelle a été créée en 2001 et couvre 226 hectares de nature protégée autour du lac Sidsjön.

### Températures
Sundsvall a un climat tempéré avec quatre saisons distinctes. La température la plus élevée mesurée à Sundsvall a été de 33,0 °C, le 26 juillet 1994. La température la plus basse a été de −36,6 °C le 31 décembre 1978.

## Histoire

### Étymologie
Sundsvall a été nommé dans la lettre de privilège de 1621 d'après l'ancien pâturage ouvert (vall), au sud de Selångersån, qui appartenait, entre autres, au village de Sund, un village de quatre fermiers situé au nord-ouest de la rivière à Åkroken, où se trouve aujourd'hui l'université de Mid Sweden. À cet endroit, la rivière s'était auparavant rétrécie en un détroit juste avant de se jeter dans ce qui était alors Sundsvallsfjärden.

### Préhistoire de la ville
La ville a été créée en 1621 sur des pâturages non exploités appartenant aux villages de Sund, Köpstaden et Åkersvik, connus depuis 1571, et dont les traces de peuplement remontent au début du XVIIe siècle.
À un kilomètre à l'ouest du site d'origine de la ville se trouve le plus grand cimetière de l'âge du fer de Norrland, Högoms gravfält, à Högom, datant de 400 à 550 après J.-C. De riches sépultures y ont été interprétées comme étant des vestiges de l'âge du fer, de l'âge de la pierre et de l'âge du fer. La richesse des sépultures qui y ont été trouvées a été interprétée comme celle d'une ferme qui faisait un commerce intensif du fer du Jämtland pour le transporter ensuite, principalement vers la région de l'Uppland. L'homme de Högom y a été enterré et est considéré comme un chef ou un petit roi qui (sur la base de la proximité géographique entre les découvertes de haut niveau) a peut-être régné sur un petit royaume situé entre les actuels Örnsköldsvik, Sandviken et Östersund.
À quatre kilomètres à l'ouest de la ville se trouvait la résidence du bailli et le domaine royal médiéval de Kungsnäs, à côté de la vieille église de Selånger et du seul port de Medelpad, appelé Sankt Olofs hamn. Le port doit son nom à l'importante route commerciale et de pèlerinage Sankt Olofsleden, qui partait de Selånger en direction de Nidaros (Trondheim), et où Olof le Saint, selon la légende, débarqua en 1030 alors qu'il se rendait en Norvège pour tenter de récupérer la couronne royale,, ce qui se termina par sa mort lors de la bataille de Stiklestad. Le port était situé sur ce qui avait été une baie disparue après des siècles de soulèvement des terres et qui forme aujourd'hui Selångersån, de Selångersfjärden à la mer et Sundsvallsfjärden. Lors de la réunion du conseil du comté en 1519, le port a été désigné comme port d'escale gratuit avec une référence unique à la loi de la ville, ce qui, selon l'historien médiéviste Nils Blomkvist, était une étrange expression régionale de la volonté qui préfigurait la fondation de la ville de Sundsvall dans la même paroisse 102 ans plus tard.
Du côté sud du chenal d'entrée du port de St. Olav, dans l'actuelle zone industrielle de Nacksta, la ferme Köpstaden était située depuis au moins 1571, et il y avait auparavant une place de marché à cet endroit. Cependant, cette « ville marchande » ne semble pas avoir été caractérisée par un commerce plus animé. La ville était appelée « Sundz stadh » par les habitants, car le manoir appartenait auparavant au village de Sund.

### Le centre énergétique de Selånger va être transféré à Åkroken
À l'origine, la ville de Sundsvall était située à l'embouchure de la rivière Selångersån dans la mer de Botnie (à l'endroit où se trouve aujourd'hui Åkroken à Västermalm) parce que le soulèvement des terres avait rendu trop étroit le chenal d'entrée de la ville centrale et du port de Medelpad à Kungsnäs à l'époque. Le port, comme le kungsgården, a perdu sa fonction dominante à la suite de la fondation de la ville. En outre, le Selångersfjärden rencontrait ici le Norrstigen méridional (route longeant la côte de la mer de Botnie), la route occidentale de commerce et de pèlerinage vers Nidaros, et une liaison terrestre facilement accessible entre la mer et Ljungan, au-delà de Viforsen.
Sundsvall fait partie d'une vague de six villes côtières septentrionales (et d'autres du côté finlandais de la mer de Botnie) fondées en 1620-1622, à la suite d'un voyage entrepris par le conseiller privé Johan Skytte autour de la mer de Botnie en 1619. La ville, comme la ville maritime de Härnösand construite 40 ans plus tôt, faisait partie de la politique de contrôle de l'État suédois. Elles ont été construites dans un esprit mercantiliste afin d'augmenter les exportations, d'améliorer les infrastructures et de renforcer la position de la Couronne autour de la mer de Botnie.
L'une des raisons de la création d'une ville est que, sous le règne du roi Gustave II Adolphe de Suède, il a été décidé que tous les forgerons ruraux iraient s'installer dans la ville la plus proche,, ce qui entraînerait la perte des forgerons du Medelpad, qui ne comptait alors aucune ville, et il a été demandé au roi de créer une ville. Le roi était favorable à la création de nouvelles villes, mais comme il n'était pas en mesure de délivrer les privilèges de la ville avant son départ pour la guerre contre la Russie en Livonie, il ordonna au Conseil privé de délivrer des privilèges provisoires pour durer jusqu'à son retour, ce qui fut fait le 23 août 1621 lorsqu'une lettre provisoire de privilèges de la ville fut signée par quatre conseillers d'État.
De retour à Stockholm, le roi parcourt le golfe de Botnie et s'arrête à Sundsvall pour se faire une idée de la situation dans la nouvelle ville,. De retour à Stockholm, la lettre de privilège est préparée et finalement signée le 15 avril 1624, avec beaucoup plus d'avantages qu'auparavant.
Peu après la fondation de la ville, la couronne construisit une armurerie et un entrepôt de la couronne où était conservée la taxe en nature. La fabrique d'armes est située de manière à disposer de l'énergie hydraulique là où le Sidsjöbäcken se jette dans la rivière Selångersån, ce qui donne du travail aux forgerons immigrés. On y fabrique des pistolets, des mousquets et des armes blanches. L'entreprise est bientôt fermée et transférée à la fabrique d'armes de Söderhamn. Le Kronoboden était situé à peu près à l'emplacement actuel de l'hôtel Knaust, c'est-à-dire à l'est de la ville d'alors, sur le site où la ville a été déplacée par la suite. Une église a été construite sur la crête de la colline où se trouve aujourd'hui Väderkvarnsbacken, et une clôture a été érigée comme mur de péage autour de la ville.
Outre les villages de Sund, Köpstaden et Åkersvik, la ville englobe l'île de Täfte, l'île de Brämön dans la paroisse de Njurunda, avec les droits de pêche et le port de pêche associés, ainsi que les ports de pêche de Röhamn (Röhampn), Rödviken dans la paroisse de Tynderö et Lörudden (Löderudden) dans la paroisse de Njurunda,,. Ces villages de pêcheurs ont d'abord reçu des baux des pêcheurs de Gävle (qui détenaient auparavant les droits de pêche), et une industrie qui a caractérisé la ville pendant un certain temps.
La décision du roi d'accorder des privilèges à la ville n'a pas toujours été appréciée par les paroisses voisines et a donné lieu à des litiges. Le commerce n'étant pas autorisé en dehors des villes, les artisans et les commerçants furent contraints de s'installer dans les nouvelles villes. Les paysans de la paroisse de Njurunda se sont vus interdire par le roi de pêcher dans la zone de pêche de Lörudden, donnée à la ville de Sundsvall, et auparavant aux pêcheurs de Gävle, après quoi ils se sont plaints au roi de la location de Lörudden par la ville de Sundsvall.
Le premier plan de la ville de Sundsvall a probablement été réalisé par Olof Bure en 1642 (en 1623, selon une source moins probable), et combinait une simple grille irrégulière dans la partie ouest de la ville et un long plan de rues le long de la rivière Selångersån. La rue principale correspondait à la partie ouest de l'actuelle Storgatan. La place s'étendait jusqu'à l'actuel Åkroken.

### De la communauté de pêcheurs à la métropole de la scierie
Dans les premières décennies suivant la fondation de la ville, celle-ci ne compte que quelques dizaines de foyers, essentiellement des bourgeois et des pêcheurs.
Dès 1648, la reine Christine décide de déplacer la ville d'un peu plus d'un kilomètre vers l'est, à l'endroit où se trouve aujourd'hui la ville de pierre, afin de disposer d'un meilleur port. Nicodème Tessin l'Ancien dessine un nouveau plan de ville avec un quadrillage rectangulaire. L'église est construite en bois et placée à l'endroit où se trouve aujourd'hui l'hôtel de ville.

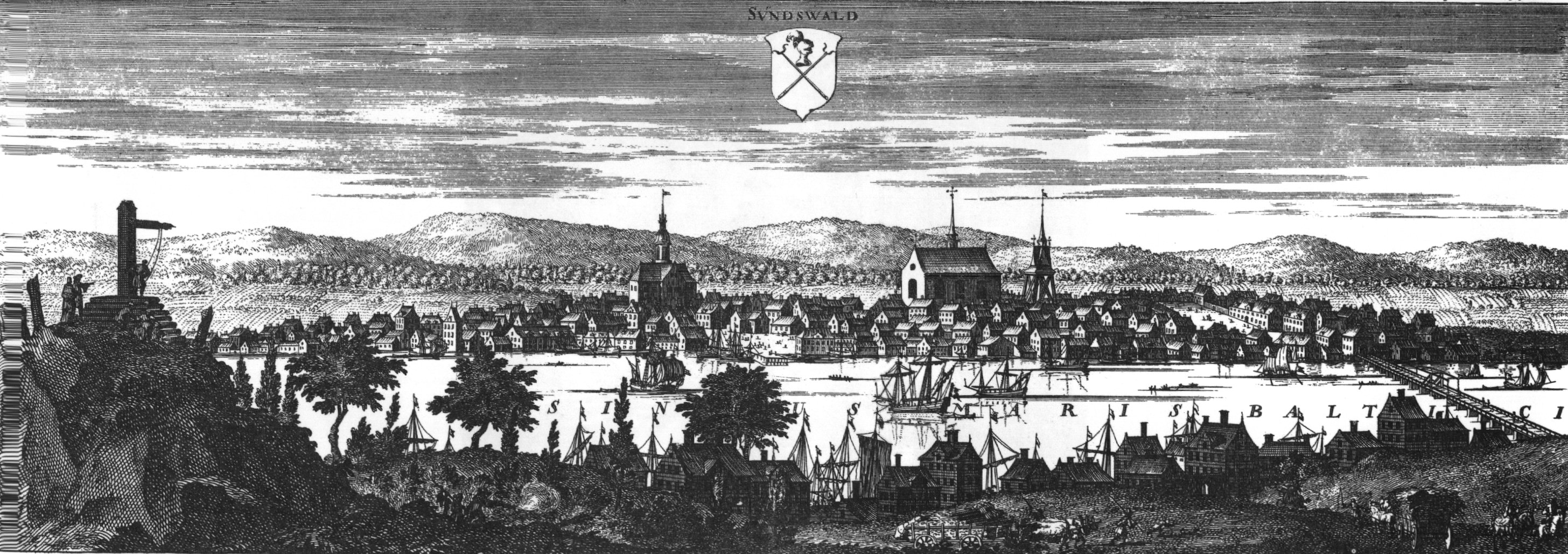
Sundsvall vers 1700.

Comme une grande partie de la côte du Norrland, Sundsvall a été touchée par les raids russes de 1721, lorsque les Russes ont saccagé et brûlé la ville le 25 mai 1721, ne laissant que des ruines. Une force de défense suédoise d'environ 300 hommes (de la compagnie de cavalerie du Jämtland et des roturiers et bourgeois de la région de Sundsvall) a été vaincue par plus de 7 000 Russes lors de la bataille de Selånger, qui fut la dernière bataille de la Grande Guerre du Nord.
La ville, reconstruite sur le même site, subit un nouvel incendie le 7 septembre 1803 (900 sans-abri), mais se développa fortement au XIXe siècle grâce à l'industrie de la scierie lorsque la scierie Tunadal s'est équipée d'un moteur à vapeur en 1849. À la fin du XIXe siècle, la région de Sundsvall était la plus dense du monde en matière de scieries. Sundsvall était alors l'une des villes les plus riches du pays.

### La grève de Sundsvall
En mai 1879, la grande grève de Sundsvall éclate dans les scieries de la région. Sundsvall comptait alors 9 000 habitants et l'industrie s'était développée rapidement. En raison d'une dépression, les bénéfices de l'industrie diminuent et les salaires des travailleurs sont réduits, ce qui conduit au conflit. Après que le gouverneur du comté a fait appel à l'armée, la grève a été annulée après huit jours sans aucune négociation sur les salaires des travailleurs.

### L'incendie de Sundsvall
En 1888, une grande partie de la ville a brûlé lors de l'incendie de Sundsvall. Le 25 juin 1888, des vents forts et des conditions sèches ont contribué à deux incendies de ville en Suède le même jour. Ce jour-là, Umeå et Sundsvall prirent feu. L'incendie de Sundsvall a été le plus important de l'histoire de la Suède. Il fait 4 morts et 8 000 sans-abri. On suppose que l'incendie a été causé par une étincelle provenant d'un bateau à vapeur. Après l'incendie, et contrairement à Umeå, la décision fut de reconstruire en pierre. Le centre de Sundsvall fut plus tard surnommé Stenstaden (la ville de pierre). L'un des avantages de la nouvelle construction était que, dans les trois ans, la ville a fait valoir qu'elle devrait être autorisée à bénéficier d'une assurance réduite, car de nouvelles règles avaient été introduites pour les villes en bois. Un inconvénient était qu'après l'incendie, seuls les plus aisés pouvaient se permettre de vivre dans le centre. Le centre-ville de Sundsvall s'appelle aujourd'hui Stenstaden.
Le dragon est un symbole de Sundsvall qui aurait déjà fait l'objet d'une controverse. Ce symbole est apparu après l'incendie pour protéger la ville. Le dragon et Drakstaden se retrouvent dans les noms d'associations et d'entreprises. Des images et des statues de dragons peuvent être vues dans divers contextes, comme dans le logo de la municipalité.

## Histoire moderne
En 1898, le roi de Siam, Chulalongkorn, se rend en visite à Sundsvall.
Aujourd'hui, Sundsvall n'est pas seulement dominé par l'industrie de la pâte à papier, du papier et la production d'aluminium, mais il y a aussi des banques, des compagnies d'assurance, une administration des télécommunications et un certain nombre de grands centres publics de traitement de données tels que le Conseil national d'assurance sociale. Le campus principal de la nouvelle université Mid Sweden University (Mittuniversitetet) est également situé dans la ville. L'université est une collaboration entre Östersund, Sundsvall et Härnösand.

## Lieux et monuments
- Esplanade de l'hôtel de ville.
- Parc Vängåvan avec fontaine due à Sofia Gisberg (1886).
- Église Gustav Adolf (1894).
- Kulturmagasinet, anciens entrepôts réhabilités abritant la bibliothèque, les archives municipales et le musée de Sundsvall. Prix Europa Nostra.
- Hôtel Knaust (1891).
- Norra Stadsberget, colline au nord de la ville, avec point de vue.

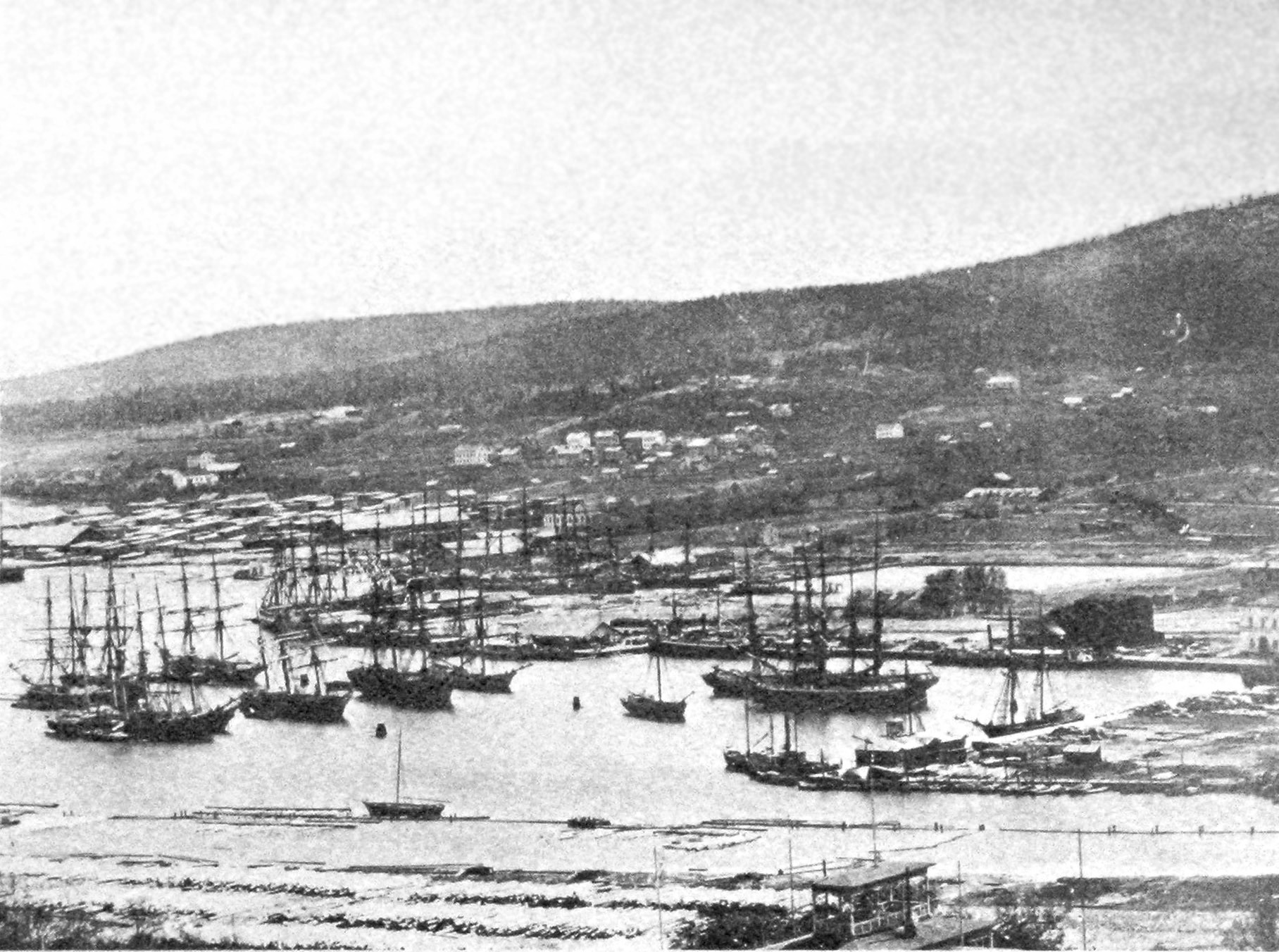
Le port de Sundsvall dans les années 1870.

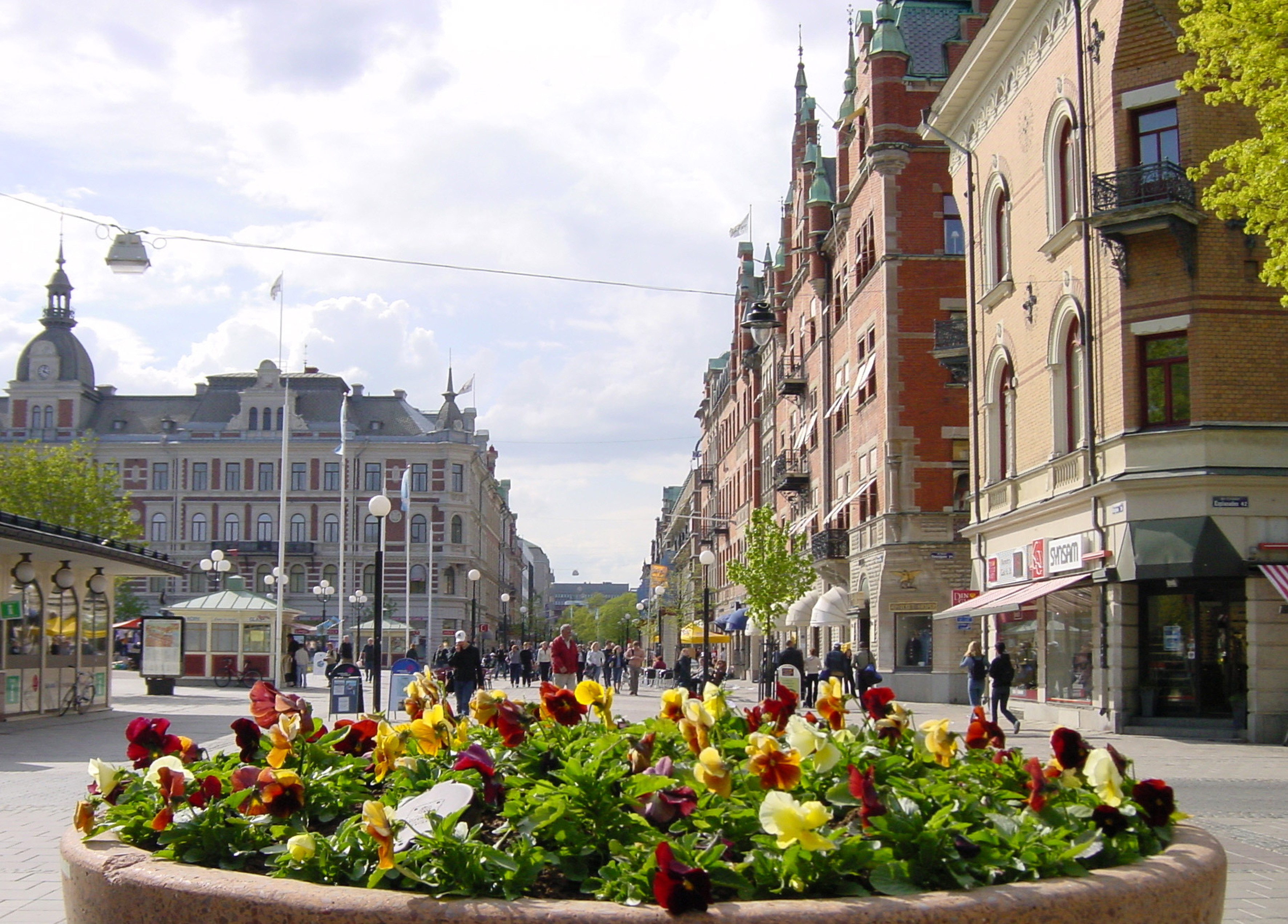
La rue principale, Storgatan.

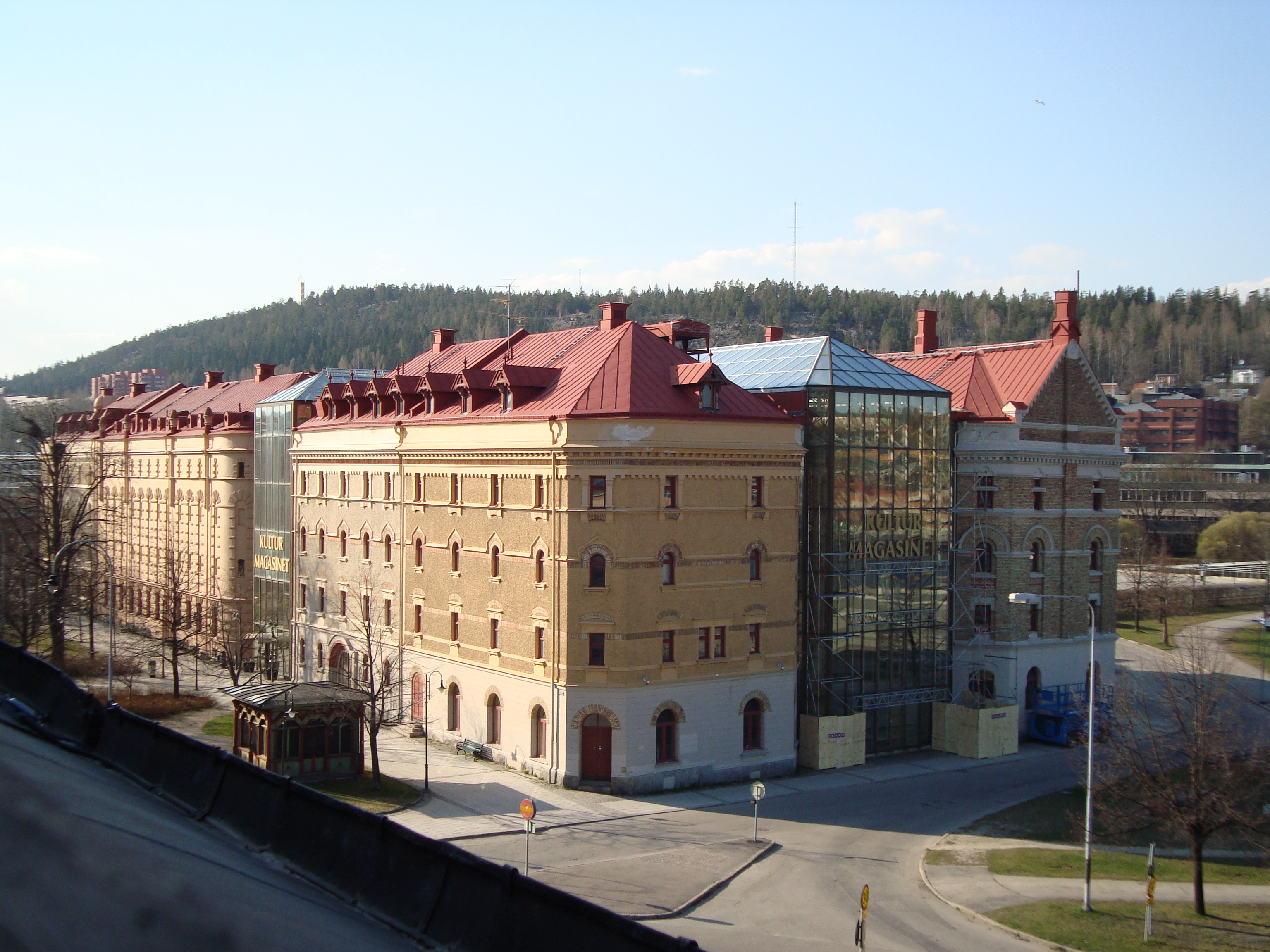
Kulturmagasinet.

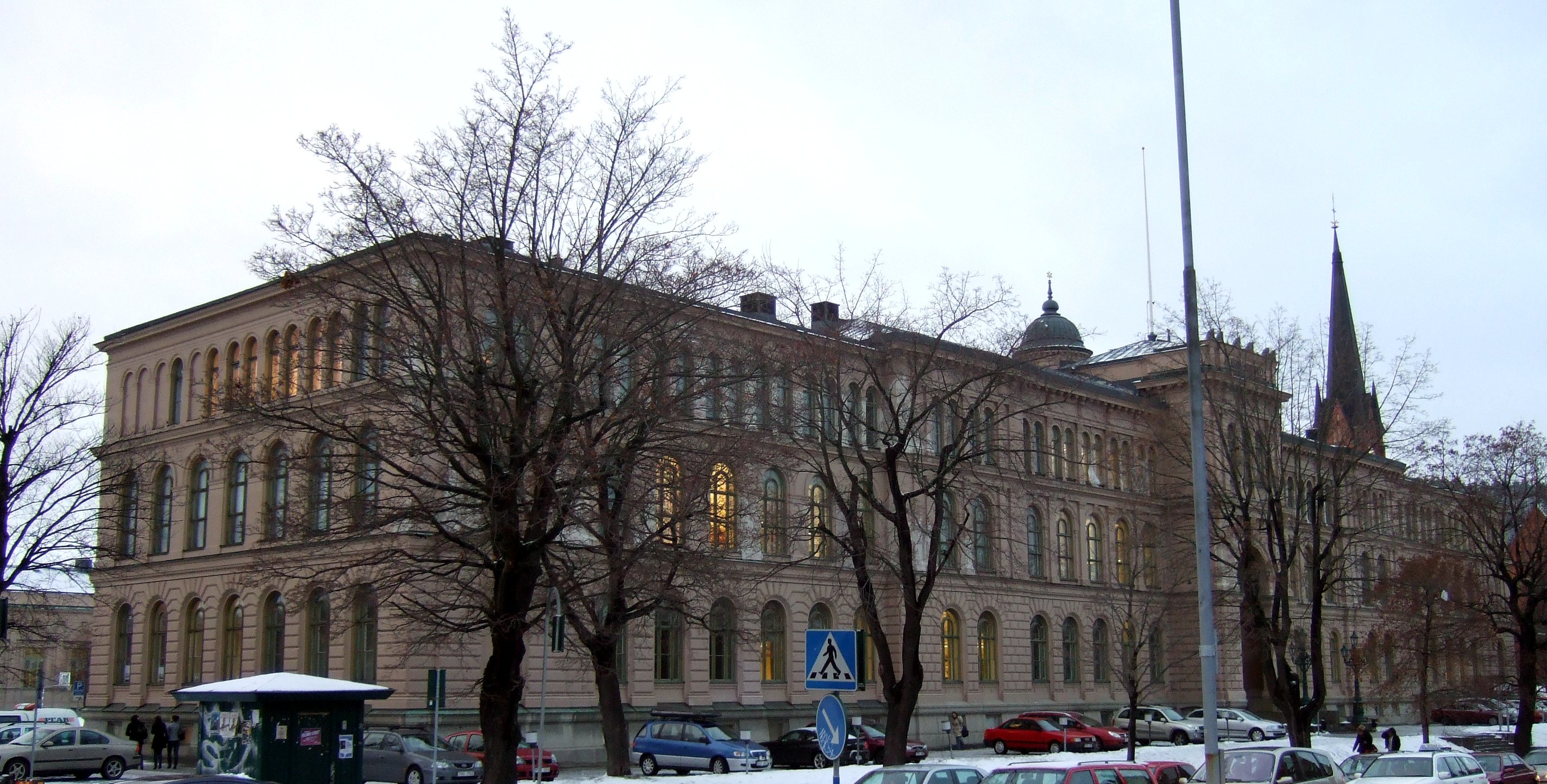
Hedbergska Skolan.

L'environnement urbain s'étend le long de Selångersån, dans la vallée entre Södra et Norra stadsberget. Le centre-ville, appelé Stenstaden, se caractérise par une architecture en pierre bien préservée, construite après l'incendie de Sundsvall en 1888, lorsque la ville a été reconstruite par des promoteurs ingénieux et des architectes de renom. Les bâtiments de Stenstaden se caractérisent par la richesse des détails des façades, avec des baies vitrées et des arcs en brique décorés de couleurs vives, entrecoupés d'une architecture classique en plâtre. Les toits et les avant-toits sont ornés de détails tels que des épis de faîtage, des sculptures de toit, des girouettes et des décorations en fer forgé. Un plan de ville rectangulaire dense est interrompu par des places ouvertes et des esplanades afin de prévenir les incendies urbains.
L'architecture primée comprend le Kulturmagasinet et le Campus Åkroken. La zone portuaire, autrefois caractérisée par des propriétés industrielles et la navigation, se distingue aujourd'hui par le pont de Sundsvall et, de plus en plus, par une densification grâce à des tours d'habitation modernes. D'anciens bâtiments en bois existent à l'extérieur du centre, notamment les anciens quartiers ouvriers de Södermalm. La démolition controversée des bâtiments en bois du quartier de Norrmalm, dans les années 1960, a été remplacée par des parkings, des immeubles de bureaux et des hôtels.
La plupart des magasins de la ville ont été déplacés du centre-ville à près d'un kilomètre au nord, dans la zone commerciale de Birsta. Ce qui reste dans le centre est principalement constitué de bureaux, de lieux de culture, de restaurants et de logements. Sundsvall est présentée comme la ville du dragon. En été, les enfants peuvent escalader un grand nombre de sculptures de dragons dans le centre-ville.
Le centre-ville de Sundsvall est devenu d'intérêt national selon une décision du Conseil du patrimoine national suédois en 1996. Sundsvall a été nommée la plus belle ville de Suède en 2017 lors d'un vote organisé par l'association Arkitekturupproret.

## Subdivisions
La municipalité de Sundsvall dans son ensemble est divisée en huit districts municipaux avec un certain nombre de zones peu peuplées, de zones urbaines et de quartiers. La zone urbaine de Sundsvall est un district municipal, qui comprend le centre urbain de Sundsvall et les zones environnantes.

## Personnalités liées à la commune
- Sofia Gisberg (1854-1926), artiste
- Yngve Larsson (1881-1977), homme politique
- Sigrid Hjertén (1885-1948), peintre
- Per Collinder (1890-1974), astronome
- Kalle Hedberg (1894-1959), peintre
- Göta Ljungberg (1898-1955), soprano wagnérienne
- Sven Selånger (1907-1992), skieur
- Bengt Lindström (1925-2008), peintre
- Inge Hammarström (né en 1948), joueur de hockey-sur-glace
- Peter Lundgren (né en 1965), joueur de tennis
- Jan Eriksson (né en 1967), joueur de football
- Martin Fröst (né en 1970), clarinettiste de renommée internationale
- Fredrik Modin (né en 1974), joueur de hockey-sur-glace
- MyAnna Buring (née en 1979), actrice
- Emil Forsberg (né en 1991), joueur de football
- Elias Pettersson (né en 1998), joueur de hockey sur glace

## Jumelages
- Sønderborg (Danemark)
- Pori (Finlande)
- Porsgrunn (Norvège)
- Konin (Pologne)
- Volkhov (Russie)

## Transports
- Aéroport de Sundsvall-Timrå
- Route nationale 83

## Médias
- journaux Sundsvalls Tidning et Dagbladet

## Sports
- Hippodrome de Bergsaker
- Sundsvall Open Trot
- GIF Sundsvall
- IFK Sundsvall
- Sundsvall Dragons, club de basket-ball

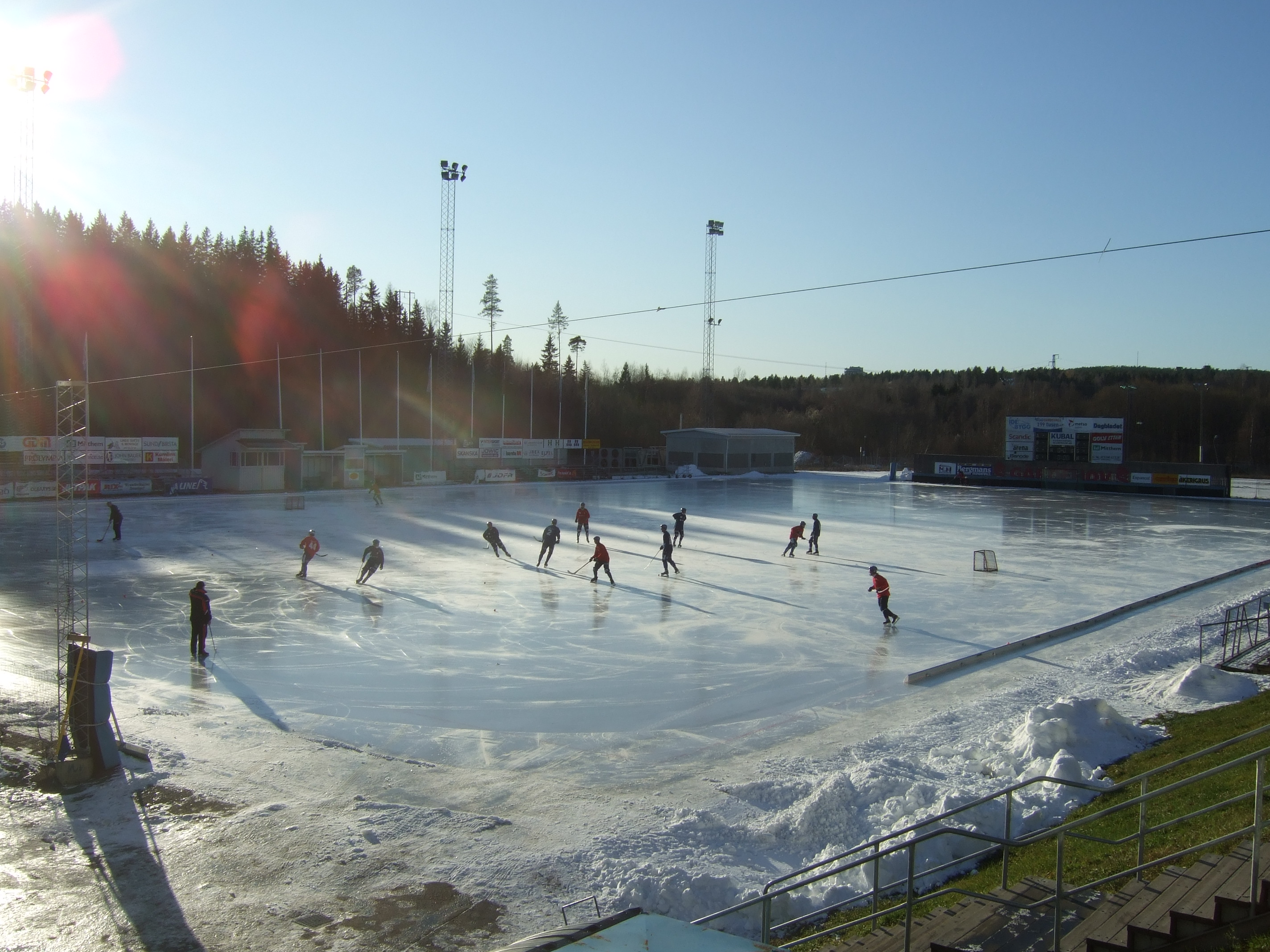
Bandy.